# Edith Carlmar
Edith Carlmar (Oslo, 15 de noviembre de 1911-Ibid., 17 de mayo de 2003) fue una actriz y directora de cine noruega.
Fue la primera directora de cine en su país, así como la primera en filmar una obra de cine negro en Noruega, con su primera película, Døden er et kjærtegn, de 1949.

## Biografía
Nacida como  Edith Mary Johanne Mathiesen, Carlmar procedía de una familia de clase trabajadora del este de Oslo. Con todo, fue capaz de recibir clases de danza y a los quince años debutó sobre los escenarios. En el teatro conoció a Otto Carlmar, con quien se casó tres años después. En 1936 comenzó a trabajar como actriz en varios teatros. En ese contexto conoció a Tancred Ibsen, quien la introdujo en el mundo del cine.
En 1949 ella y su marido fundaron Carlmar Film A/S y comenzaron a escribir guiones, así como a dirigir y producir películas. Rodaron diez largometrajes en diez años, tras los cuales Carlmar se retiró de la dirección. En el último tramo de su vida, aceptó sólo trabajos menores en obras de teatro y películas.
Las películas de Edith Carlman a menudo abordaron asuntos sociales como el aborto, la drogodependencia, la salud mental o los nacimientos fuera del matrimonio. Su cine empujaba los límites de la censura de su época.

## Filmografía

### Como directora
- Døden er et kjærtegn (1949)
- Skadeskutt (1951)
- Ung frue forsvunnet (1953)
- Aldri annet enn bråk (1954)
- Bedre enn sitt rykte (1955)
- På solsiden (1956)
- Slalåm under himmelen (1957)
- Fjols til fjells (1957)
- Lån meg din kone (1958)
- Ung flukt (1959)

### Como actriz
- Vigdis (1943)
- Den hemmelighetsfulle leiligheten (1948)
- Jentespranget (1973)